# 階段 (クルアーン)
『階段』とは、クルアーンにおける第70番目の章（スーラ）。44の節（アーヤ）から成る。マッカ啓示に分類される。

## 内容
審判の日の賞罰について述べられる。